# The Philadelphia Inquirer
The Philadelphia Inquirer – amerykańska gazeta codzienna, poranna, ukazująca się 7 razy w tygodniu w Filadelfii. Wychodziła od 1829 jako „The Pennsylvania Inquirer”. Jest 11. gazetą w Ameryce pod względem nakładu (688 670 egz. Lista gazet w USA).
Centrala gazety mieści się w The Inquirer-Daily News Building w centrum Filadelfii, razem z „The Philadelphia Daily News”.